# Hrabstwo McMullen
Hrabstwo McMullen – hrabstwo położone w USA, w południowym Teksasie. Utworzone w 1877 r. Należy do dziesięciu najsłabiej zaludnionych hrabstw Teksasu. W 2023 roku liczy 568 mieszkańców (spadek z 707 w 2010). Wydobycie ropy naftowej (17. miejsce w stanie) i gazu ziemnego; rolnictwo oparte na hodowli (gł. koni). Hrabstwo przecinają rzeki Frio i Nueces.

## Sąsiednie hrabstwa
- Hrabstwo Atascosa (północ)
- Hrabstwo Live Oak (wschód)
- Hrabstwo Duval (południe)
- Hrabstwo Webb (południowy zachód)
- Hrabstwo La Salle (zachód)
- Hrabstwo Frio (północny zachód)

## CDP
- Tilden

## Drogi główne
- State Highway 16
- State Highway 72